# Pierre Descamps
Pierre Paul Louis Albert César Descamps (Aat, 15 oktober 1916 - Bordeaux, 19 april 1992) was een Belgisch politicus voor de liberale PLP.

## Levensloop
Als licentiaat in de filosofie en de letteren was Pierre Descamps in de Tweede Wereldoorlog actief als verzetsstrijder binnen de groep O en als diensthoofd van het netwerk 'Sabot' in Frankrijk. Na de oorlog werkte hij als industrieel en ondernemer.
In oktober 1958 werd hij voor de toenmalige Liberale Partij verkozen tot gemeenteraadslid van Aubechies, waar hij tot aan de fusie met Belœil van 1959 tot 1976 burgemeester was. Descamps besliste toen de gemeentepolitiek te verlaten. Vanwege een ernstige opvolgingscrisis na het overlijden van burgemeester Georges Destrebecq werd hem in 1987 gevraagd om terug te keren naar de gemeentepolitiek en aanvaardde hij het om burgemeester buiten de gemeenteraad te worden. In oktober 1988 stelde hij zich opnieuw kandidaat bij de gemeenteraadsverkiezingen en was hij opnieuw kandidaat voor het burgemeesterschap, maar de liberalen belandden in de oppositie. Vervolgens nam hij in maart 1989 wegens gezondheidsredenen ontslag.
Vanaf maart 1961 was hij voor de PLP en daarna de PRLW/PRL actief in de nationale politiek. Hij zetelde van 1961 tot 1987, hetzij 26 jaar, in de Senaat: van 1961 tot 1978 als rechtstreeks gekozen senator voor het arrondissement Doornik-Aat-Moeskroen, van 1979 tot 1981 als provinciaal senator voor Luik, van 1981 tot 1985 opnieuw als rechtstreeks gekozen senator en van 1985 tot 1987 als provinciaal senator voor Henegouwen. In de Senaat bekleedde Descamps de functies van quaestor (1965-1968) en ondervoorzitter (1968-1969). Ook was hij er van 1974 tot 1981 voorzitter van de commissie Landsverdediging. Als gevolg van de toenmalige dubbelmandaten zetelde hij gedurende zijn parlementaire loopbaan eveneens in de Franse Cultuurraad (1971-1980), de voorlopige Waalse Gewestraad (1974-1977) en de Waalse Gewestraad en de Raad van de Franse Gemeenschap (1980-1981 en 1985-1987).
In 1969 werd Descamps partijvoorzitter van de PVV-PLP, op een moment dat er interne verdeeldheid heerste over de unitaire koers van de partij. Hij bleef deze functie de facto uitoefenen tot in mei 1972, toen de unitaire liberale partij splitste in een Vlaamse en Franstalige afdeling. Niettemin bleef Descamps voor de rest van zijn leven de titel van nationaal voorzitter van de PVV-PLP dragen, weliswaar als ceremoniële functie. Als partijvoorzitter besliste hij steun te leveren aan de institutionele plannen van de rooms-rode regering-G. Eyskens IV, zodat die over de noodzakelijke tweederdemeerderheid zouden beschikken. In januari 1977 werd hij een van de ondervoorzitters van het voorlopig directorium van de pas opgerichte PRLW.
In 1973 werd hij benoemd tot minister van Staat. Daarnaast was Descamps voorzitter van het Belgisch Werk tegen Kanker. In 1991 benoemd tot erevoorzitter, lanceerde hij een prijs die zijn naam draagt en jaarlijks wordt uitgereikt aan kankeronderzoekers. 